# Son de mar
Son de mar es una película española, dirigida por Bigas Luna en el año 2001, a partir de una novela homónima de Manuel Vicent.

## Argumento
Un día del final del verano, Ulises (Jordi Mollà) llega a una pequeña ciudad de la costa mediterránea para ser el nuevo profesor de literatura del instituto. Allí descubrirá la sensualidad del Mediterráneo a través del mar, del olor de los naranjos y de las deliciosas patatas fritas que le prepara una chica, Martina (Leonor Watling). 
Ulises no puede evitar enamorarse locamente de ella. Y Martina cae hechizada por las historias que él le cuenta. Se casan y tienen un hijo, pero una madrugada que sale a pescar atunes en su pequeña barca de pesca, Ulises desaparece y es dado por muerto. Al cabo de poco tiempo, Martina se casa con Alberto Sierra (Eduard Fernández), un rico constructor local. Cuando ella se siente instalada en esa vida de lujo, Ulises reaparece porque no ha podido olvidarla. 
Decidida a darle una segunda oportunidad, Martina encierra a su anterior marido en lo alto de un rascacielos sin terminar para que nadie descubra que está vivo. Es entonces cuando los encuentros entre la pareja se hacen cada vez más encendidos. Pero como en cualquier triángulo pasional, el destino deja un estrecho hueco para la felicidad.
Esta película se rodó en la localidad alicantina de Denia.